# والتر رالستون مارتن
والتر رالستون مارتن (بالإنجليزية: Walter Ralston Martin)‏ هو كاتب أمريكي، ولد في 10 سبتمبر 1928 في بروكلين في الولايات المتحدة، وتوفي في 26 يونيو 1989 في سان جوان كابيسترانو في الولايات المتحدة.